# Zilverbladvis
De zilverbladvis (Monodactylis argenteus) is een baarsachtige vis die wordt aangetroffen in onder andere de Rode Zee, in Oost-Afrika bij Samoa, in het Noorden van Yaeyamas, in het Zuiden van Nieuw-Caledonië en in Australië.
De zilverbladvis heeft een zilverachtig lichaam dat sterk zijdelings is afgeplat. De grote ogen zijn gekruist met een donkere streep, de vinnen hebben een gele bezinning.
Het is een alleseter die zowel op kleinere vissen jaagt als plantaardig voedsel eet. Hij wordt in aquaria gehouden, en geeft de voorkeur aan brak water. Hij kan echter ook in zoet en zout water overleven.

## Naam in andere taal
- Engels: Silver moony